# 林容平
林 容平（はやし ようへい、1989年7月16日 - ）は、埼玉県狭山市出身のプロサッカー選手。登録ポジションはフォワード。中央大学文学部 卒。マネジメント会社はジェブエンターテイメント。

## 来歴

### プロ入り前
2005年、浦和レッドダイヤモンズの下部組織に加入。2007年7月開催のクラブユース選手権では、チームトップの5得点を挙げた。同年8月にはスペインに遠征し、国際ユース大会「ビジャレアルユーストーナメント」に参加。9月開催の高円宮杯ユース選手権では3位に終わった。
2008年に中央大学に進学し、サッカー部に入部。2期上に村田翔、1期上に永木亮太が在籍。2010年にはU-21日本代表としてトゥーロン国際大会に参加。前線での豊富な運動量と得点力から全日本大学選抜のエースとも目された。しかし、その後の自身の不調 などにより、翌年開催のユニバーシアードには選外となった。2011年の総理大臣杯では、3戦連続得点を挙げ、チームを30年ぶりの決勝戦へ導いたが、出場停止により決勝戦を欠場。林を欠いた中央大学は得点を挙げられず、準優勝に終わった。同期には大岩一貴がおり、4年時には大岩が主将、林が副将を務めた。関東大学1部リーグ通算63試合31得点を挙げた。

### FC東京
古巣浦和も獲得を図っていたが、2012年からFC東京へ加入。同年5月26日の浦和戦でJリーグ初出場。ゴール前での嗅覚と敏捷性を武器に、相手の背後を突く動き出しでアピールを続け、2013年の天皇杯準々決勝では延長戦後半終了間際に値千金の決勝点を挙げた。

### レンタル移籍
2014年、ファジアーノ岡山へ期限付き移籍。キャンプで抜群の得点力を発揮し、シャドーストライカーとして J2第1節富山戦で早速先発出場を果たした。後方まで下がっての守備が求められたこともあって 得点は伸びず、徐々に控えへと追いやられた。
同年7月より大分トリニータへ期限付き移籍。尚、移籍元クラブは引き続きFC東京。サイドハーフやセンターフォワードで起用され、巧みな動き出しでパスを呼び込み得点への嗅覚を発揮。シーズン途中加入ながらチーム最多得点を記録した。

### FC東京復帰
2015年、移籍期間を満了し FC東京に復帰。2016年は主にU-23チームのオーバーエイジとしてプレー。同年10月30日のJ3第27節相模原戦ではハットトリックの活躍で 勝利に貢献した。

### 大分トリニータ
期限付き移籍でプレーした2014年のオフ以来、毎年オファーを寄せていたという大分トリニータの熱意に応え、2017年に同クラブへ完全移籍。3年ぶりに大分でプレーをする事となった。開幕戦でスタメン出場すると以後、序盤戦はコンスタントに出場機会を得ていたが次第に出場機会が減少。第17節・水戸戦の試合中に負傷し、全治8週間の右肘関節脱臼をするなど 故障の影響もあり、リーグ戦出場は14試合に留まった。
2018年、第5節・水戸戦でシーズン初先発を果たすと第10節まで6試合連続で先発起用、2得点を記録する。しかし第16節以降は出場機会が減少し、シーズン通算で12試合出場に留まった。

### ブラウブリッツ秋田
2019年より、ブラウブリッツ秋田に完全移籍。2020年J3優勝達成。2020年12月11日、契約満了による退団が発表された。

### ブリオベッカ浦安
2021年、ブリオベッカ浦安へ加入した。

## エピソード
- 中学生時には、地元狭山からFC東京小平グランドへ練習見学に通っており[41]、FC東京は憧れのクラブだった[15]。

## 所属クラブ
- 柏原ジャガーズSC　(狭山市立柏原小学校)
- 狭山JrユースFC
- 2005年 - 2007年 浦和レッズユース (埼玉県立川越西高等学校[15])
- 2008年 - 2011年 中央大学学友会サッカー部
- 2012年 - 2016年  FC東京
  - 2014年1月 - 同年7月  ファジアーノ岡山 (期限付き移籍)
  - 2014年7月 - 同年12月  大分トリニータ (期限付き移籍)
- 2017年 - 2018年  大分トリニータ
- 2019年 - 2020年  ブラウブリッツ秋田
- 2021年 -  ブリオベッカ浦安

## 個人成績
| 国内大会個人成績 | 国内大会個人成績 | 国内大会個人成績 | 国内大会個人成績 | 国内大会個人成績 | 国内大会個人成績 | 国内大会個人成績 | 国内大会個人成績 | 国内大会個人成績 | 国内大会個人成績 | 国内大会個人成績 | 国内大会個人成績 |
| 年度             | クラブ           | 背番号           | リーグ           | リーグ戦         | リーグ戦         | リーグ杯         | リーグ杯         | オープン杯       | オープン杯       | 期間通算         | 期間通算         |
| 年度             | クラブ           | 背番号           | リーグ           | 出場             | 得点             | 出場             | 得点             | 出場             | 得点             | 出場             | 得点             |
| 日本             | 日本             | 日本             | 日本             | リーグ戦         | リーグ戦         | リーグ杯         | リーグ杯         | 天皇杯           | 天皇杯           | 期間通算         | 期間通算         |
| ---------------- | ---------------- | ---------------- | ---------------- | ---------------- | ---------------- | ---------------- | ---------------- | ---------------- | ---------------- | ---------------- | ---------------- |
| 2012             | FC東京           | 23               | J1               | 1                | 0                | 0                | 0                | 0                | 0                | 1                | 0                |
| 2013             | FC東京           | 23               | J1               | 3                | 0                | 1                | 0                | 2                | 1                | 6                | 1                |
| 2014             | 岡山             | 24               | J2               | 15               | 1                | -                | -                | 1                | 1                | 16               | 2                |
| 2014             | 大分             | 33               | J2               | 20               | 7                | -                | -                | -                | -                | 20               | 7                |
| 2015             | FC東京           | 23               | J1               | 11               | 0                | 5                | 2                | 1                | 0                | 16               | 2                |
| 2016             | FC東京           | 23               | J1               | 0                | 0                | 0                | 0                | 1                | 0                | 1                | 0                |
| 2017             | 大分             | 11               | J2               | 14               | 1                | -                | -                | 0                | 0                | 14               | 1                |
| 2018             | 大分             | 11               | J2               | 12               | 2                | -                | -                | 1                | 0                | 13               | 2                |
| 2019             | 秋田             | 13               | J3               | 21               | 5                | -                | -                | 1                | 0                | 22               | 5                |
| 2020             | 秋田             | 13               | J3               | 29               | 3                | -                | -                | 0                | 0                | 29               | 3                |
| 2021             | 浦安             | 24               | 関東1部          | 13               | 1                | -                | -                | -                | -                | 13               | 1                |
| 2022             | 浦安             | 24               | 関東1部          | 14               | 4                | -                | -                | 1                | 0                | 15               | 4                |
| 2023             | 浦安             | 24               | JFL              | 19               | 3                | -                | -                | 2                | 1                | 21               | 4                |
| 2024             | 浦安             | 24               | JFL              |                  |                  | -                | -                |                  |                  |                  |                  |
| 通算             | 日本             | 日本             | J1               | 15               | 0                | 6                | 2                | 4                | 1                | 25               | 3                |
| 通算             | 日本             | 日本             | J2               | 61               | 11               | -                | -                | 2                | 1                | 63               | 12               |
| 通算             | 日本             | 日本             | J3               | 50               | 8                | -                | -                | 1                | 0                | 51               | 8                |
| 通算             | 日本             | 日本             | JFL              | 19               | 3                | -                | -                | 2                | 1                | 21               | 4                |
| 通算             | 日本             | 日本             | 関東1部          | 27               | 5                | -                | -                | 1                | 0                | 28               | 5                |
| 総通算           | 総通算           | 総通算           | 総通算           | 172              | 27               | 6                | 2                | 10               | 3                | 188              | 32               |

| 2016   | F東23  | 23     | J3     | 20 | 7 | 20 | 7 |
| 通算   | 日本   | 日本   | J3     | 20 | 7 | 20 | 7 |
| 総通算 | 総通算 | 総通算 | 総通算 | 20 | 7 | 20 | 7 |

| 国際大会個人成績 | 国際大会個人成績 | 国際大会個人成績 | 国際大会個人成績 | 国際大会個人成績 |
| 年度             | クラブ           | 背番号           | 出場             | 得点             |
| AFC              | AFC              | AFC              | ACL              | ACL              |
| ---------------- | ---------------- | ---------------- | ---------------- | ---------------- |
| 2012             | FC東京           | 23               | 2                | 0                |
| 2016             | FC東京           | 23               | 0                | 0                |
| 通算             | AFC              | AFC              | 2                | 0                |

- 2012年5月16日：公式戦初出場 - ACL GL第6節 vs蔚山現代FC (蔚山文殊サッカー競技場)
- 2012年5月26日：Jリーグ初出場 - J1第13節 vs浦和レッドダイヤモンズ (味の素スタジアム)
- 2014年3月16日：Jリーグ初得点 - J2第03節 vsザスパクサツ群馬 (kankoスタジアム)

## タイトル
ブラウブリッツ秋田
- J3リーグ（2020年）

## 代表歴
- U-19日本代表[4]
  - 2008年 - フルーナベイヘン国際ユース大会[42]
- U-21日本代表[4]
  - 2010年 - トゥーロン国際大会[43][5]